# Uapaca togoensis
Uapaca togoensis is een plantensoort uit de familie Phyllanthaceae. Het is een groenblijvende boom die gewoonlijk tot 20 meter hoog wordt. Sommige exemplaren kunnen tot 30 meter hoog worden. De stam heeft een diameter van ongeveer 20 centimeter en heeft meestal steltwortels. Bij bomen die in de savanne groeien, kunnen de steltwortels ontbreken. De enigszins ellipsoïde vrucht is ongeveer 20 millimeter lang. De soort staat op de Rode Lijst van de IUCN geklasseerd als 'niet bedreigd'.
De soort komt voor van tropisch West-Afrika tot in Zuid-Tsjaad en Noord-Angola. Hij groeit meestal langs bosranden en in savannebossen, op hoogtes tot 1400 meter.
Delen van de boom worden uit het wild geoogst voor lokaal gebruik, als voedsel en vanwege het hout. Het wordt gebruikt voor lichte constructies, het bouwen van boten en voor vloeren. Verder is het hout een goede brandstof en wordt er houtskool van gemaakt.